# صالح عبد الله الجبوري
صالح عبد الله الجبوري (مواليد 1 يونيو 1974 -)، وزير الصناعة والمعادن العراقي في حكومة عادل عبد المهدي.

## التعليم
حاصل على بكالوريوس (1997) وماجستير (1999)، ودكتوراه (2013) علوم كيمياء، من جامعة الموصل.

## حياته المهنية
- عميد كلية الصيدلة - جامعة تكريت (2014-2018).
- معاون عميد للشؤون الإدارية -كلية الصيدلة - جامعة تكريت (2013-2015).
- معاون مدير قسم الدراسات العليا والبحث والتطوير - رئاسة جامعة تكريت (2012).
- مدير قسم السيطرة النوعية - الشركة العامة للاسمدة - وزارة الصناعة (2005-2006).
- مدير قسم البحث والتطوير - الشركة العامة للاسمدة - وزارة الصناعة (2003-2005)
- في 24 أكتوبر، 2018 تسلم مهام وزارة للصناعة والمعادن حتى 8أيار 2020

## فضيحة القسم
بتاريخ 19 آب 2022 انتشر مقطع فيديو يظهر صالح الجبوري وهو يقسم على القرآن بوضع وزارة الصناعة رهن إشارة رئيس حزب الجماهير أحمد عبد الله عبد الجبوري، وتعهد بعدم مخالفة توجيهاته، وأنه مسؤول عن كل ما يحدث في حال نكث باليمين. وهذا قبل يوم من تسلمه منصب الوزير في حكومة عادل عبدالمهدي. وعلى اثر هذا أعلن مجلس القضاء الأعلى، إن محكمة تحقيق الكرخ الثانية قررت اتخاذ الاجراءات القانونية بحق وزير الصناعة السابق صالح عبد الله الجبوري للتحقيق معه. وأعلنت هيئة النزاهة عن إصدار محكمة تحقيق الجنايات المركزيَّة أمر استقدامٍ بحقِّ صالح الجبوري وفق أحكام المادة 331 من قانون العقوبات، جراء مخالفاته عمداً لواجباته الوظيفيَّة.